# Cocaine
"Cocaine" é uma canção escrita e gravada por J.J. Cale em 1976, e também famosa por sua versão cover de Eric Clapton. Allmusic citou o último "entre um dos mais duradores sucessos populares [de Clapton]" e observou que "até mesmo para um artista como Clapton com um enorme corpo de trabalho de alta qualidade, 'Cocaine' esta entre o seu melhor."
Glyn Johns, que já havia trabalhado com The Who, Led Zeppelin e os Rolling Stones, produziu a gravação de Clapton, que foi lançado em 1977 no álbum Slowhand e como single em 1980. A versão ao vivo de "Cocaine", do álbum Just One Night gravado em Tóquio, chegou no Billboard Hot 100 como o lado B de "Tulsa Time", que alcançou a posição de número 30, em 1980. "Cocaine" foi uma das várias canções de Cale gravada por Clapton, como "After Midnight" e "Travelin' Light".[carece de fontes?]

## Paradas

### Versão de J. J. Cale
| Parada (1977)                                  | Melhor posição |
| ---------------------------------------------- | -------------- |
| Austrália (ARIA)                               | 45             |
| Áustria (Ö3 Austria Top 75)                    | 5              |
| O campo songid é OBRIGATÓRIO PARA PARADA ALEMÃ | 22             |
| Itália (FIMI)                                  | 17             |
| Nova Zelândia (Recorded Music NZ)              | 1              |
| Suécia (Sverigetopplistan)                     | 10             |
| Suíça (Schweizer Hitparade)                    | 2              |

### Versão de Eric Clapton
| Parada (1980)            | Melhor posição |
| ------------------------ | -------------- |
| Canada Top Singles (RPM) | 3              |
| US Billboard Hot 100     | 30             |